# Альденгофен
Альденгофен (нім. Aldenhoven) — сільська громада в Німеччині, знаходиться в землі Північний Рейн-Вестфалія. Підпорядковується адміністративному округу Кельн. Входить до складу району Дюрен.
Площа — 44,26 км2. Населення становить 13 787 ос. (станом на 31 грудня 2020).